# Сінепурка
Сінепу́рка (рос. Синепурка) — річка в Удмуртії (Селтинський район), Росія, ліва притока Уті.
Річка починається на території присілку Аксеновці. Протікає на південь з невеликим відхиленням на південний захід. Впадає до Уті за 2 км від її гирла.
Русло вузьке, долина широка. Береги повністю заліснені.
Над річкою розташовано лише присіло Аксеновці.
| Річка | Це незавершена стаття про річку. Ви можете допомогти проєкту, виправивши або дописавши її. |